# 质感设计
质感设计（英語：Material Design，又譯為材质设计、材料设计），研發代号：量子纸张（英語：Quantum Paper），是由Google开发的设计语言 。扩展于Google即时的“卡片”设计，材质设计基于网格的布局、响应动画与过渡、填充、深度效果（如光线和阴影）。设计师馬蒂亞斯·杜爾特解释说：“与真正的纸张不同，我们的数字材质可以智能地扩大和变形。材质具有实体的表面和边缘。接缝和阴影表明组件的含义。“Google指出他们的新设计语言基于纸张和油墨。」
质感设计于2014年6月25日的Google I/O大会上宣布。质感设计可借助v7 appcompat库用于Android 2.1及以上版本，支持几乎所有2009年以后制造的Android设备。材质设计将逐步扩展到Google的网络和移动产品阵列，提供一致的跨平台和应用程序体验。Google还为第三方开发人员发布了API，开发人员可将质感设计应用到他们的应用程序中。
网络应用程序的质感设计界面的规范实现被称为“Polymer纸张元素”。它包括Polymer库、一个垫片，为不原生支持Web Components标准的浏览器提供了API，以及“纸张元素集合”。

## 中文名称
Google於2014年11月6日推出iOS版Google地圖程式4.0版時於程式更新敘述中稱呼Material Design為質感設計，在1.3.1版中的YouTube創作工作室iOS版程式更新敘述中也採用此名詞。
但是，Google在developer.android.com的官方文档（简体中文和繁体中文译本）中，均称之为材料设计。现简体中文译本称之为素材设计。

## 版本更新

### Material Design 2 (Google Material Theme)
2018年改造后，谷歌开始根据 Android Pie 上出现的一套名为“Material Design 2”的更新原则和指南重新设计大部分应用程序。它更加注重定制基本的 Material Design 组件，以适应使用它的产品的品牌。更新后的指南进一步强调了留白、圆角、彩色图标和底部导航栏。Google 开始使用其专有 Product Sans 字体的特殊尺寸优化版本，称为 Google Sans。

### Material Design 3 (Material You)
在2021年5月的Google I/O大会上，Google宣布了一个名为“Material You”（也被称为Material Design 3）的新设计语言，计划在Pixel 6系列和Android 12中使用。Material You设计拥有全新的动画，更大的按钮以及根据壁纸动态配色功能。在接下来的数月里，Material You已逐渐更新到各种Google程序中，以及更多Android设备。